# Distretto di Mardyan
Il distretto di Mardyan è un distretto dell'Afghanistan appartenente alla provincia dello Jowzjan. Viene stimata una popolazione di 19 759 abitanti (stima 2016-17).